# یک سیب در روز دکتر را دور نگه می‌دارد
«یک سیب در روز دکتر را دور نگه می‌دارد» (به انگلیسی: An apple a day keeps the doctor away) یک ضرب‌المثل مشهور انگلیسی است که در قرن ۱۹ ظاهر شد. این عبارت در مورد مصرف سیب و به طور کلی به خوردن مواد غذایی سالم اشاره دارد و معتقد است که این کار باعث حفظ سلامتی و کاهش نیاز به مراجعه به پزشک می‌شود.
یکی از نسخه‌های قدیمی این ضرب‌المثل، «یک سیب بخور قبل خواب و به دکتر پول نده»، در سال ۱۸۶۶ به عنوان یک ضرب‌المثل در پمبروکشر ثبت شده است. عبارت «یک سیب در روز، دکتر را دور نگه می‌دارد» در اواخر قرن ۱۹ میلادی رایج شد و اولین نمونه‌های چاپی آن به سال ۱۸۸۷ بازمی‌گردد.
یک مطالعه در سال ۲۰۱۳ با استفاده از مدل‌سازی کامپیوتری، خوردن سیب را با مصرف یک داروی رایج کاهنده کلسترول برای برآورد خطر بیماری‌های قلبی-عروقی مقایسه کرد. این مدل کامپیوتری نتیجه گرفت که خوردن یک سیب در روز برای افراد بالای ۵۰ سال تقریباً قابل مقایسه با استفاده از داروی استاتین برای کاهش کلسترول LDL است و نتیجه‌گیری کرد که خوردن یک سیب در روز واقعا «می‌تواند با پزشکی مدرن رقابت کند و احتمالاً عوارض جانبی کمتری دارد»، هرچند که هزینه سالانه آن مشابه است.
یک سیب ۱۰۰ گرمی به صورت خام ۸۶٪ آب و ۱۴٪ کربوهیدرات دارد و محتوای چربی و پروتئین آن ناچیز است و ۵۲ کالری انرژی غذایی فراهم می‌کند. سیب حاوی مقدار متوسطی فیبر غذایی است، اما به غیر از آن، سطح پایینی از میکرومغذی‌ها دارد.